# Baffo & Biscotto - Missione spaziale
Baffo & Biscotto - Missione spaziale (Two Tails) è un film del 2018 diretto da Victor Azeev.

## Trama
Un castoro e un gatto stringono un forte legame di amicizia affrontando una missione pericolosa per salvare un gruppo di animali che sono stati rapiti dagli alieni per rinchiuderli in uno zoo galattico.

## Distribuzione
Il film è stato distribuito nelle sale cinematografiche italiane a partire dal 25 ottobre 2018.